# Arbeitskreis Theaterpädagogik der Berliner Bühnen
Der Arbeitskreis Theaterpädagogik der Berliner Bühnen ist ein Zusammenschluss von  Theaterpädagogen aus 20 Berliner Bühnen. In monatlichen Treffen wird ein fachlicher Austausch über künstlerische und gesellschaftliche Diskurse und aktuelle Tendenzen angeregt, das Arbeitsfeld der Kunstvermittlung an den beteiligten Häusern beleuchtet und neue Impulse gesetzt. Der Vernetzungsgedanke und die damit verbundene Suche nach künstlerischen Formaten ist in den letzten Jahren gewachsen. KLUBSZENE, das Festival der Jugendtheaterklubs der Berliner Bühnen, wurde 14 Jahre lang vom Arbeitskreis organisiert und ausgerichtet.
Theaterpädagogen und Vermittler aus folgenden Theater- und Opernhäusern sind Teil des Arbeitskreises: Atze Musiktheater, Berliner Ensemble, Deutsches Theater Berlin, GRIPS Theater, HAU - Hebbel am Ufer, Deutsche Oper Berlin, Komische Oper Berlin, Maxim Gorki Theater, Neuköllner Oper, RambaZamba Theater, Schaubude Berlin, Schaubühne am Lehniner Platz, Schlossplatztheater, Sophiensäle, Staatsoper Unter den Linden, TAK – Theater Aufbau Kreuzberg, Theater an der Parkaue, Theater Morgenstern, Theater Strahl Berlin, Theater Thikwa, Volksbühne Berlin.

## Geschichte
Der Arbeitskreis wurde zu Beginn der 2000er Jahre gegründet und bestand zum damaligen Zeitpunkt aus einem Zusammenschluss von Theaterpädagogen aus 10 Berliner Bühnen. 2005 organisierte er zum ersten Mal KLUBSZENE, das Festival der Jugendtheaterklubs der Berliner Bühnen. Grundidee war es, den Theaterklubs der Berliner Bühnen einen Raum für kreativen Austausch zu schaffen. Seitdem trafen sich die Clubs allsommerlich 14 Jahre lang für drei Tage, um sich gegenseitig ihre Inszenierungen zu zeigen, gemeinsam über das Gesehene zu reflektieren und sich in kleinen Workshops mit einem Thema zu beschäftigen, das sie in ihrem Theaterverständnis und ihrer Arbeitsweise weiterbringen soll. Seit 2019 pausiert das Festival.
Die beiden Symposien WAS GEHT I (21.–22. Februar 2011) und WAS GEHT II (28.–30. März 2012) zum aktuellen Stand der Theaterpädagogik wurden außerdem in Zusammenarbeit mit der Universität der Künste Berlin veranstaltet.
Anlässlich des 10-jährigen Jubiläums von KLUBSZENE veranstaltete der Arbeitskreis in Zusammenarbeit mit der Universität der Künste 2015 zur Eröffnung des Festivals den Fachtag 10 Jahre Klubszene. Gegenstand war die Evaluierung zeitgenössischer Jugendclubarbeit in ihrer Qualität und vor allem in ihrem Verhältnis zum jeweiligen Theaterhaus.